# 児島章郎
児島 章郎（こじま あきろう、1933年1月18日 - 2015年3月17日）は、日本の経営者。ダイセル化学工業(現在のダイセル)社長、会長を務めた。東京都出身。

## 経歴
1956年に一橋大学経済学部を卒業し、同年に大日本セルロイドに入社。1983年6月に取締役に就任し、1985年6月に常務を経て、1987年6月に副社長に就任し、1988年6月には社長に昇格。1999年6月に会長に就任。
2015年3月17日腸閉塞のために死去。82歳没。